# Antialiasing
En el área del procesamiento digital de señales en general, se le llama antialiasing, suavizado, antiescalonamiento, suavizado de bordes o suavizado de contorno, a los procesos que permiten minimizar el solapamiento o aliasing que se produce al representar una señal de alta resolución en un sustrato de más baja resolución.
En la mayoría de los casos, el antialiasing consiste en la eliminación de la información de frecuencia demasiado elevada para poder ser representada. Cuando tal información es dejada en la señal, se pueden producir artefactos impredecibles, tal y como puede verse en la figura 1-a.
En el contexto del procesamiento digital de señales, un procedimiento de antialiasing podría ser, por ejemplo, el filtrado de las frecuencias que exceden el criterio de Nyquist, limitando así el ancho de banda en la señal. Sin embargo, el término antialiasing aparece con mayor frecuencia en el contexto de los gráficos por computadora.
En infografía, el antialiasing es un algoritmo que permite evitar los artefactos asociados al aliasing gráfico, como por ejemplo los patrones de muaré. La figura 1-a muestra en su parte superior las distorsiones visuales espurias que aparecen en una imagen sintética con detalles pequeños, cuando el antialiasing no se utiliza. En contraposición con la figura 1-b, en donde se ha utilizado un esquema de antialiasing, en esa imagen los cuadros blancos y negros se funden en tonos de gris, que es lo que se espera cuando el dispositivo gráfico es incapaz de mostrar la fineza de los detalles. La figura 1-c muestra la imagen que resulta al aplicar una segunda estrategia de antialiasing, esta vez basada en la transformada de Fourier de la imagen.

## Ejemplo en pantallas LCD
| Arriba a la izquierda: una versión sin Aliasing' 'de una forma simple. Arriba a la derecha: una versión con Anti-aliasing de la misma forma. Derecha: Imagen Anti-aliasing ampliada x5. |

En la imagen de ejemplo, se utiliza antialiasing para mezclar los píxeles frontera de una muestra gráfica. Esto reduce el efecto estético desagradable de líneas escalonadas que aparecen en el gráfico con aliasing arriba a la izquierda. El antialiasing se aplica a menudo en la representación de texto en una pantalla de ordenador para mostrar contornos suaves que emulan mejor la apariencia del texto producido por métodos convencionales de impresión de tinta sobre papel.
Especialmente con los tipos de letra mostrados en las típicas pantallas de LCD, es común el uso de técnicas de subpixel rendering como ClearType. La representación de subpíxeles requiere un filtro antialiasing especial con equilibrio de color para convertir lo que sería grave distorsión de los colores en franjas de color apenas perceptibles. Resultados equivalentes se pueden obtener haciendo cada subpíxel direccionable como si fuera un píxel completo, y con el suministro de un filtro antialiasing hardware como en el controlador de pantalla de portátil OLPC XO-1. La geometría de píxel tiene importancia en todo lo dicho, no importa si el antialiasing y el direccionamiento de subpíxel se realiza por software o por hardware.

## Métodos deantialiasing

### Sobremuestreo o posfiltración
Los objetos se muestrean con una resolución más alta y se despliegan con una resolución menor. Se incrementa el índice de muestreo al considerar la pantalla como si estuviera cubierta con una cuadrícula más delgada que la real. Se calculan las intensidades en las posiciones de la cuadrícula de subpíxel y entonces se combinan los resultados para obtener las intensidades del píxel.

### Máscaras de peso de píxeles
Consiste en dar más peso a los subpíxeles cercanos al centro del área de un píxel, puesto que se considera que estos subpíxeles son más importantes al determinar la intensidad general de un píxel.

### Muestreo de área o prefiltración
Determinar la intensidad del píxel al calcular el translape de cada píxel con los objetos que se deben desplegar. Las áreas en que se sobreponen píxeles se obtienen al determinar dónde se intersecan las fronteras del objeto con las fronteras de píxeles individuales.

### Fases de píxel
Cambiar la posición de despliegue de las áreas de píxeles. Se aplica mediante microcolocación del haz de electrones en relación con la geometría del objeto.